# Ciecierze
Ciecierze – wieś w Polsce położona w województwie świętokrzyskim, w powiecie kieleckim, w gminie Chmielnik.
| SIMC    | Nazwa       | Rodzaj     |
| ------- | ----------- | ---------- |
| 0234732 | Andrzejówka | przysiółek |

W latach 1975–1998 miejscowość administracyjnie należała do województwa kieleckiego.